# Gerardo Muñoz Lorente
Gerardo Muñoz Lorente (Melilla, 26 de juny de 1955) és un escriptor espanyol que ha estat diputat a les Corts Valencianes en la II Legislatura. En 2018 fou escollit membre del Consell Valencià de Cultura.

## Biografia
Nascut a Melilla (1955), viu a Alacant des de 1981.
Té publicats vint-i-nou llibres des de 1987. Tretze són novel·les, com El Fruto de la Melancolía, que va quedar finalista del premi Azorín de Novela en 1998; unes altres han sigut reeditades, com La Semilla de la Dama Negra, de la qual el Govern mexicà va adquirir en 2006 més de trenta-tres mil exemplars per a la seua distribució en biblioteques i col·legis públics.
Autor de més de set-cents articles, reportatges i suplements periodístics.
Va compartir durant anys la seua vocació literària amb l'activitat política (1984-1991) i laboral en Telefónica (1973-2007).
Compromés amb els ideals de progrés, llibertat i justícia social, es va afiliar al partit Centre Democràtic i Social (CDS) en 1984, pel qual va ser diputat en Les Corts Valencianes entre els anys 1987 i 1991, sent elegit president del seu partit a la Comunitat Valenciana a l'abril de 1990.
Col·labora habitualment en l'emissora Radio Alicante (SER) des de 1999.
Soci de la Asociación Colegial de Escritores de España (ACE) des de gener de 2005.
Publica un article tots els dilluns sobre la història de la ciutat d'Alacant, en el diari Información des de gener de 2013.
Membre del Consell Valencià de Cultura (CVC); triat per les Corts Valencianes el 5 de juliol de 2018.
Col·laborador en diverses cadenes de televisió, emissores de ràdio, premsa, diverses institucions com a ajuntaments i entitats de diversa índole, realitzant presentacions, conferències, entrevistes, publicant treballs de meticulosa investigació històrica i participant en col·loquis, debats i cicles culturals.
L'any 2023 va participar en la plataforma de suport al president Ximo Puig.

## Obres

### Novel·les
- El Fantasma de Lucentum (1987)
- La Plica de Balbino el Viejo (1990-1991), trilogia composta de les novel·les
  - El Manuscrito (1990)
  - El Hallazgo (1991)
  - La Búsqueda (1991)
- Secretos (1993)
- El Fruto de la Melancolía (1998)
- Un Negro Detrás de la Oreja (2000)
- Ramito de Hierbabuena (2001)
- A la Cuna del Sol Divino (2002)
- El Rosario de Mahoma (2004)
- La Semilla de la Dama Negra (2005)
- Asesinato en Molívell (2006)
- Refugio de Libertad (2006)

### No ficció
- Diccionario Críptico-práctico para Políticos (1990),
- Los Falsos Fundamentos del Cristianismo (1999)
- Los Mensajes del Corán (2002)
- Cosas que Importan en 51 Artículos Periodísticos (2006)
- Glosario Panhispánico del Amor y del Sexo (2008)
- La Guerra de la Independencia en la Provincia de Alicante (2008)
- La Expulsión de los Moriscos en la Provincia de Alicante (2010)
- 1853: Itinerario de Catarroja a Alicante por el interior y de Alicante a Catarroja por el litoral (2011)
- Valencianos en la Guerra del Rif (1909) (2012)
- Momentos de Alicante (2015)
- Apellidos Alicantinos (2018)
- Episodios de la Ciudad de Alicante (2018)
- Episodios de la Ciudad de Alicante 2 (2019)
- Episodios de la Ciudad de Alicante 3 (2021)
- El Viaje de El Campello (2021)
- El Desastre de Annual (2021)